# Blacos
Blacos település Spanyolországban, Soria tartományban. Blacos Torreblacos, Talveila, Cubilla, Cabrejas del Pinar, Calatañazor és Rioseco de Soria községekkel határos. Lakosainak száma 38 fő (2024).

## Népesség
A település népessége az elmúlt években az alábbi módon változott:
| Lakosok száma | 60   | 59   | 63   | 56   | 53   | 50   | 45   | 39   | 39   | 38   |
|               | 2001 | 2004 | 2007 | 2009 | 2012 | 2014 | 2017 | 2019 | 2022 | 2024 |